# Graham Duxbury

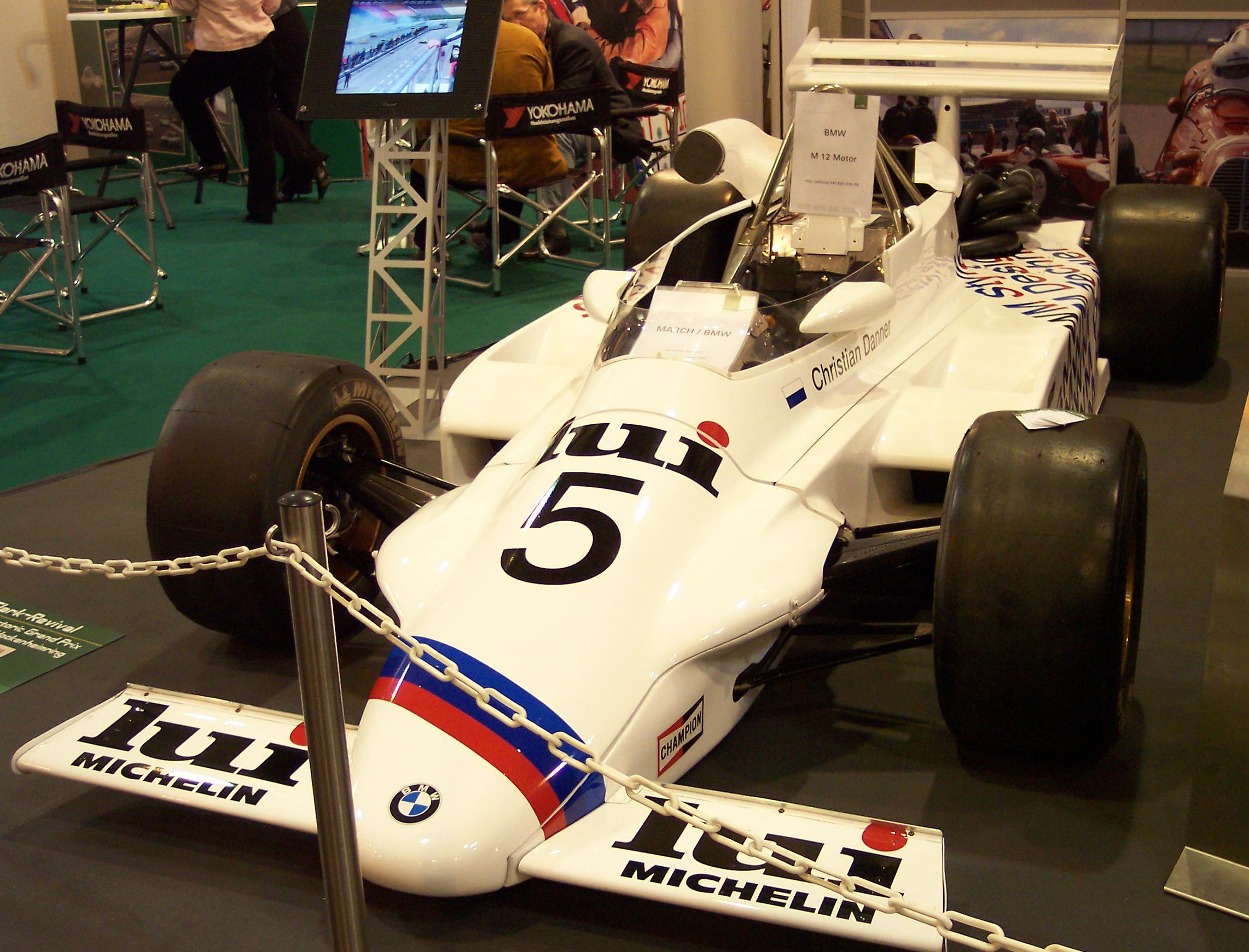
Auf einem March 822, hier der Wagen von Christian Danner aus der Formel-2-Europameisterschaft 1982, gewann Graham Duxbury 1982 die südafrikanische Formel-Atlantic-Meisterschaft

Graham Duxbury (* 1. Dezember 1955 in Johannesburg) ist ein ehemaliger südafrikanischer Autorennfahrer.

## Karriere als Rennfahrer
Erste Erfolge feierte Graham Duxbury in den frühen 1980er-Jahren im südafrikanischen Monopostosport. Er bestritt Rennen in diversen Nachwuchsserien und gewann 1982 auf einem March 822 vor Trevor van Rooyen und Tony Martin die Gesamtwertung der Südafrikanischen Formel-Atlantic-Meisterschaft. 1983 wurde er hinter Ian Scheckter, dem Bruder von Jody Scheckter (Formel-1-Weltmeister 1979), Gesamtzweiter dieser Meisterschaft.
Ab 1984 war Duxbury neben seinen Monoposto-Engagements auch bei Sportwagenrennen im Einsatz.  Zwischen 1983 und 1988 startete er unregelmäßig in der Sportwagen-Weltmeisterschaft. Dabei feierte er seinen größten Erfolg im internationalen Motorsport. Gemeinsam mit Sarel van der Merwe und Tony Martin siegte er 1984 beim 24-Stunden-Rennen von Daytona. Neben einem Rennstart beim 12-Stunden-Rennen von Sebring im selben Jahr war er zweimal beim 24-Stunden-Rennen von Le Mans dabei. 1985 wurde er 22. in der Endwertung, 1987 konnte er sich nicht klassieren.
Nach dem Ende der Fahrerkarriere arbeitete er viele Jahre als Fernsehkommentator.

## Statistik

### Le-Mans-Ergebnisse
| Jahr | Team                    | Fahrzeug    | Teamkollege      | Teamkollege   | Platzierung     | Ausfallgrund |
| ---- | ----------------------- | ----------- | ---------------- | ------------- | --------------- | ------------ |
| 1985 | Kreepy Krauly Racing    | March 85G   | Christian Danner | Almo Coppelli | Rang 22         |              |
| 1987 | Chamberlain Engineering | Spice SE86C | Richard Jones    | Nick Adams    | nicht klassiert |              |

### Sebring-Ergebnisse
| Jahr | Team                 | Fahrzeug  | Teamkollege         | Teamkollege | Platzierung | Ausfallgrund |
| ---- | -------------------- | --------- | ------------------- | ----------- | ----------- | ------------ |
| 1984 | Kreepy Krauly Racing | March 83G | Sarel van der Merwe | Tony Martin | Ausfall     | Motorschaden |

### Einzelergebnisse in der Sportwagen-Weltmeisterschaft
| Saison | Team                    | Rennwagen   | 1   | 2   | 3   | 4   | 5   | 6   | 7   | 8   | 9   | 10  | 11  |
| ------ | ----------------------- | ----------- | --- | --- | --- | --- | --- | --- | --- | --- | --- | --- | --- |
| 1983   | Fitzpatrick Racing      | Porsche 956 | MON | SIL | NÜR | LEM | SPA | FUJ | KYA |     |     |     |     |
| 1983   | Fitzpatrick Racing      | Porsche 956 |     |     |     | 6   |     |     |     |     |     |     |     |
| 1985   | Kreepy Krauly Racing    | March 85G   | MUG | MON | SIL | LEM | HOK | MOS | SPA | BRH | FUJ | SEL |     |
| 1985   | Kreepy Krauly Racing    | March 85G   | 22  |     |     |     |     |     |     |     |     |     |     |
| 1987   | Chamberlain Engineering | Spice SE88C | JAR | JER | MON | SIL | LEM | NÜN | BRH | NÜR | SPA | FUJ |     |
| 1987   | Chamberlain Engineering | Spice SE88C |     |     | DNF | DNF | DNF |     |     |     |     | 18  |     |
| 1988   | Chamberlain Engineering | Spice SE86C | JER | JAR | MON | SIL | LEM | BRÜ | BRH | NÜR | SPA | FUJ | SAN |
| 1988   | Chamberlain Engineering | Spice SE86C | DNF | 12  | DNF |     |     |     |     |     |     |     |     |